# Oceania Rugby Cup 2015
El Oceania Rugby Cup de 2015, fue la 6.ª edición del torneo. En el torneo bajo la órbita de la Oceania Rugby de ese año jugaron: Islas Salomón, Papúa Nueva Guinea, Samoa Americana y Tahití quienes lucharon en un cuadrangular, de una ronda, los partidos se llevaron a cabo en el Estadio Hubert Murray de Puerto Moresby. La selección de Papúa Nueva Guinea se consagró campeona al ganar sus tres partidos.

## Equipos participantes
- Selección de rugby de Islas Salomón
- Selección de rugby de Papúa Nueva Guinea (The Pukpuks)
- Selección de rugby de Samoa Americana (Talavalu)
- Selección de rugby de Tahití (Tahiti Nui)

## Posiciones[4]
| Pos. | Equipo             | Encuentros | Encuentros | Encuentros | Encuentros | Tantos  | Tantos    | Tantos     | Puntos Bonus | Puntos Totales |
| Pos. | Equipo             | jugados    | ganados    | empatados  | perdidos   | a favor | en contra | diferencia | Puntos Bonus | Puntos Totales |
| ---- | ------------------ | ---------- | ---------- | ---------- | ---------- | ------- | --------- | ---------- | ------------ | -------------- |
| 1    | Papúa Nueva Guinea | 3          | 3          | 0          | 0          | 126     | 51        | + 75       | 3            | 15             |
| 2    | Tahití             | 3          | 2          | 0          | 1          | 66      | 52        | + 14       | 1            | 9              |
| 3    | Samoa Americana    | 3          | 1          | 0          | 2          | 60      | 71        | - 11       | 1            | 5              |
| 4    | Islas Salomón      | 3          | 0          | 0          | 3          | 46      | 124       | - 78       | 0            | 0              |

Nota: Se otorgan 4 puntos al equipo que gane un partido, 2 al que empate y 0 al que pierda
Puntos Bonus: 1 punto por convertir 4 tries o más en un partido y 1 al equipo que pierda por no más de 7 tantos de diferencia

## Resultados[5]

### Primera fecha[6]
| 22 de agosto 13:00 | Islas Salomón | 15 - 30 | Samoa Americana |  |  |
|                    |               | Reporte |                 |  |  |

| 22 de agosto 15:30 | Papúa Nueva Guinea | 32 - 10 | Tahití |  |  |
|                    |                    | Reporte |        |  |  |

### Segunda fecha[7]
| 26 de agosto 13:00 | Tahití | 36 - 12 | Islas Salomón |  |  |
|                    |        | Reporte |               |  |  |

| 26 de agosto 15:30 | Papúa Nueva Guinea | 36 - 22 | Samoa Americana |  |  |
|                    |                    | Reporte |                 |  |  |

### Tercera fecha[8]
| 30 de agosto 13:00 | Samoa Americana | 8 - 20  | Tahití |  |  |
|                    |                 | Reporte |        |  |  |

| 30 de agosto 15:30 | Papúa Nueva Guinea | 58 - 19 | Islas Salomón |  |  |
|                    |                    | Reporte |               |  |  |

| Bandera de Papúa Nueva Guinea |
| Campeón Papúa Nueva Guinea    |
| Cuarto título                 |